# 兀鲁思罕
兀鲁思罕（?—?），兀良哈氏，明代漠南蒙古朵颜卫领主。其先祖是成吉思汗的四獒者勒蔑，他是朵颜卫都督花当曾孙，革兰台第六子。
明朝封他为都指挥佥事。嘉靖年间，他的部属入扰明朝边境，被大哥影克责罚，此后与明朝和好。万历二年（1574年），兄长董狐狸入掠喜峰口，明朝命他劝止。万历三年（1575年），拒绝借兵与侄子长昂一起攻打明朝，他还密告明朝边将，让他们做好防备。长昂兵败逃归，兄弟长秃被明朝俘虏。兀鲁思罕和董狐狸、长昂至蓟镇向戚继光请罪，长秃获释。万历四年（1576年）后，与明朝反目，多次帮助长昂等人攻打辽东，被辽东总兵李成梁人等击败。